# Jérémie Laheurte

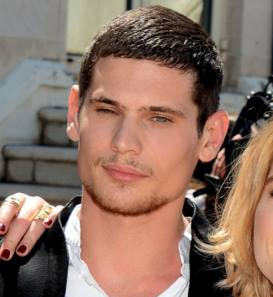
Jérémie Laheurte (2013)

Jérémie Laheurte (* 7. September 1990 im 14. Arrondissement, Paris) ist ein Schauspieler und Model, der bekannt ist für Blau ist eine warme Farbe.

## Leben
Jérémie Laheurte wurde 1990 in 14. Arrondissement von Paris geboren. Seit 2012 spielte er in rund zwei Dutzend Film- und Fernsehproduktionen mit.
Bis 2016 war Laheurte mit Adèle Exarchopoulos liiert, die er am Set von Blau ist eine warme Farbe kennen gelernt hatte.

## Filmografie
- 2012: Marseille la nuit
- 2012: Punk
- 2013: Détour
- 2013: Blau ist eine warme Farbe (La Vie d'Adèle)
- 2015: Apnée
- 2016: Voir du pays
- 2016: Juillet Août
- 2017: Quelque chose brûle
- 2018: Private War
- 2018: Maroni, les fantômes du fleuve
- 2018: Immortality
- 2019: Carte blanche
- 2019: Tu mérites un amour
- 2021: Paris Police 1900
- 2022: Mädchen gegen Jungs (La Cour)
- 2022: Paris Police 1905
- 2022: Notre-Dame in Flammen (Notre-Dame brûle)
- 2022: Im Taxi mit Madeleine (Une belle course)
- 2022: Du crépitement sous les néons
- 2023: Comme un prince
- 2024: Le Beau rôle
- 2024: L'Affaire Vinča Curie
- 2024: GTmax